# إنريكي وايلد
إنريكي وايلد هو لاعب كرة قدم سويسري، ولد في 27 سبتمبر 1999 في فراونفيلد في سويسرا.

## وصلات خارجية
- إنريكي وايلد على موقع قاعدة بيانات كرة القدم.إي يو (الإنجليزية)
- إنريكي وايلد على موقع عالم كرة القدم.نت (الإنجليزية)